# Pinus remota
Pinus remota ist eine Pflanzenart aus der Gattung der Kiefern (Pinus) innerhalb der Familie der Kieferngewächse (Pinaceae). Das natürliche disjunkte Areal liegt in Mexiko und in Texas. Sie wird in der Roten Liste der IUCN als „nicht gefährdet“ eingestuft.

## Beschreibung

### Erscheinungsbild
Pinus remota wächst als immergrüner Baum oder Strauch und erreicht Wuchshöhen von 3 bis 9 Metern. Der Stamm erreicht Brusthöhendurchmesser von 15 bis 40 Zentimetern, er ist kurz, verdreht und verzweigt sich meist knapp über dem Boden. Die Stammborke ist grau bis schwarzgrau, dick, rau, schuppig und blättert in dünnen kleinen Platten ab. Ältere Bäume sind im unteren Bereich des Stammes vertikal gefurcht. Die Äste sind ausgebreitet oder aufsteigend, die äußersten Äste sind kräftig und aufsteigend. Junge Triebe sind durch vorstehende, nicht herablaufende Pulvini rau.

### Knospen und Nadeln
Die Schuppenblätter sind grau, etwa 5 Millimeter lang, pfriemlich und zurückgebogen. Die vegetativen Knospen sind eiförmig bis eiförmig-zylindrisch, nicht harzig oder manchmal schwach harzig. Endständige Knospen sind 5 bis 7 Millimeter lang, seitständige kürzer.
Die Nadeln wachsen meist zu zweit, seltener zu dritt in anfangs etwa 5 Millimeter langen Nadelscheiden, die bald abfallen und sich nicht zurückbiegen und eine Rosette bilden. Die Nadeln sind leicht bis sichelförmig gebogen, steif, manchmal meist 3 bis 4,5 (2 bis 5,5) Zentimeter lang und 0,8 bis 1,1 Millimeter breit, ganzrandig und spitz bis zugespitzt. Die abaxiale Seite ist matt hellgrün oder gelblich grün, die adaxiale Seite ist leicht glauk und zeigt unscheinbare Spaltöffnungslinien. Es werden zwei bis drei selten bis fünf Harzkanäle gebildet. Die Nadeln bleiben vier bis fünf Jahre am Baum.

### Zapfen und Samen
Die anfangs rosa- bis purpurfarbenen und später hellgelb sich färbenden Pollenzapfen sind bei einer Länge von 4 bis 5 Millimetern eiförmig bis rundlich.
Die Samenzapfen wachsen einzeln oder manchmal in Paaren auf 5 bis 8 Millimeter langen, dünnen und gebogenen Stielen. Ausgewachsene Zapfen sind geschlossen rundlich und geöffnet manchmal nur 2 meist 2,5 bis 4 Zentimeter lang bei Durchmessern von 3 bis 6 Zentimetern. Die Samenschuppen öffnen sich weit, die nahe der Basis liegenden Schuppen bleiben jedoch miteinander verbunden. Die Schuppen sind unregelmäßig geformt, nur locker mit der Rachis verbunden und haben eingerollte Ränder und ein oder zwei tiefe Höhlungen, welche die Samen enthalten. Die Apophyse ist manchmal glänzend, hell- bis rötlich braun, deutlich erhöht, quer oder radial gekielt, und hat einen unregelmäßigen rhombischen oder fünfeckigen Umriss mit einem winkeligen oder unregelmäßigen oberen Rand. Der Umbo liegt dorsal. Er ist flach oder eingebuchtet und mit einem kleinen, abfallenden Stachel bewehrt. Die Zapfen reifen innerhalb zweier Jahre.
Die hell-ockerfarben mit einem grauen Farbton Samen sind bei einer Länge von 12 bis 16 Millimetern sowie einem Durchmesser von 8 bis 10 Millimetern verkehrt-eiförmig oder ellipsoid. Das Integument ist mit 0,1 bis 0,4 Millimetern sehr dünn. Die Samen haben anfangs einen rudimentär ausgebildeten Flügel, der teilweise beim Freisetzen des entwickelten Samens an der Samenschuppe zurückbleibt.

## Verbreitung, Standorte und Gefährdung
Das natürliche disjunkte Areal von Pinus remota liegt in mexikanischen Bundesstaaten nordöstliches bis südöstliches Chihuahua, Coahuila und im extremen Westen von Nuevo León und in den Vereinigten Staaten nur in Texas am Edwards Plateau sowie entlang des Rio Grande.
Die Fundorte sind nicht zusammenhängend. Pinus remota gedeiht meist in Höhenlagen von 1200 bis 1600 und manchmal bis zu 1850 Metern, auf dem Edwards Plateau aber auch in niedrigeren Höhenlagen, beispielsweise in 450 Metern. Man findet sie nur in Schluchten und felsigen Berghängen, häufig auf kalkigem Untergrund, in trockenen Gebieten, in denen sich andere Kiefern und Wacholder nur schlecht durchsetzen. Die jährliche Niederschlagsmenge liegt zwischen 300 und 400 Millimeter, variiert jedoch stark von Jahr zu Jahr. Im Dezember und Jänner gibt es meist Frost. Das Verbreitungsgebiet wird der Winterhärtezone 8 zugerechnet mit mittleren jährlichen Minimaltemperaturen von −12,2 bis −6,7 °Celsius (10 bis 20 °Fahrenheit).
Pinus remota findet man manchmal zusammen mit Pinus cembroides und seltener mit Pinus arizonica var. stormiae, häufig sind der Einsamige Wacholder (Juniperus monosperma) und im nördlichen Teil des Verbreitungsgebiets Juniperus ashei. Weiters findet man Vertreter der Eichen (Quercus), der Gattung Quercocarpus und andere Pflanzenarten der Halbwüsten wie Agave lechuguilla, Arten der Gattung Opuntien (Opuntia spec.) und Fouquieria splendens.
In der Roten Liste der IUCN wird Pinus remota als „nicht gefährdet“ (= „Least Concern“) eingestuft. Die Fundorte sind nicht zusammenhängend, doch ist das Verbreitungsgebiet sehr groß, sodass daraus keine Gefährdung abgeleitet werden kann. Es gibt auch keine Hinweise auf einen Rückgang der Bestände. Mehrere Populationen befinden sich in geschützten Gebieten, die meisten anderen befinden sich in abgelegenen Gegenden.

## Systematik
Die Erstbeschreibung erfolgte 1966 als Varietät Pinus cembroides var. remota Little durch Elbert Luther Little in der Zeitschrift Wrightia, Volume 3; Issue 8, Seite 183. Den Rang einer Art hat dieses Taxon 1979 durch Dana K. Bailey und Frank Goode Hawksworth Phytologia Volume 44, Issue 3, Seite 129 erhalten. James E. Eckenwalder stellte dieses Taxon als Varietät Pinus culminicola var. remota zur Art Pinus culminicola. Robert Kral sieht in der Flora of North America 1993 die Populationen nicht als eigenes Taxon und rechnet sie zu Pinus cembroides, erkennt ihnen aber auch den Status einer Varietät nicht zu. Ein weiteres Synonym von Pinus remota ist Pinus catarinae Passini. Das Artepitheton remota stammt aus dem Lateinischen und bedeutet „entfernt“, es bezieht sich auf die großen Abstände zwischen den Nadelbündeln.
Die Art Pinus remota gehört zur Untersektion Cembroides aus der Sektion Parrya in der Untergattung Strobus innerhalb der Gattung Pinus.

## Verwendung
Die Verwendung als Feuerholz oder der essbaren Samen erfolgt meist nur zufällig oder aufgrund der abgelegenen Verbreitung nur in einem sehr geringen Maß. Die Samen werden geerntet und zusammen mit den Samen anderer Kiefernarten auch gehandelt. Pinus remota wird nicht als Zierpflanze verwendet, aber man findet diese Art in einigen Botanischen Gärten.